# Chrysobothris rossi
Chrysobothris rossi är en skalbaggsart som beskrevs av Van Dyke 1942. Chrysobothris rossi ingår i släktet Chrysobothris och familjen praktbaggar. Inga underarter finns listade i Catalogue of Life.